# 批判法学
批判法学(Critical Legal Studies)とは、1970年代にアメリカにおいて興隆した学派・運動である。法の不確定性や裁判所の欺瞞を強調したリアリズム法学から強く影響を受けているが、カール・マルクスやジャック・デリダ等の大陸哲学を大々的に摂取した点等に大きな違いがある。批判法学は、その名の示すとおり、当時の主流派の法学、すなわち「リベラル・リーガリズム」(Liberal Legalism)を批判するものである。しかしながら、その批判の射程は法学にとどまるものではなく、社会理論一般に対して向けられたものであり、総じて左派的な社会の形成を試みるためのものだと解される。

## 歴史

### 第一世代
自覚的な学派・運動としての批判法学は、1977年に開催された批判法学会議(the Conference on Critical Legal Studies)の開催によって形成された。初期の形成にあたり、中心となったのは、ディビッド・トゥルーベック(David Trubek)とダンカン・ケネディ(Duncan Kennedy)の両名である。トゥルーベックは「法と社会」研究(Law and Society)や「法と開発」研究(Law and Development)における気鋭の研究者の一人であり、一方ケネディは、ベトナム反戦運動期において学生時代を過ごし、フランス留学によって大陸哲学を摂取してきていた人物であった。彼らの人脈が批判法学の基礎となったことから、初期の批判法学は、彼らの知的背景に強く影響を受けることになった。

#### 「法と開発」研究の失敗
「法と社会」研究から派生する形で形成されてきた「法と開発」研究は、1960年代に、アメリカ合衆国国際開発庁の下で、アフリカの開発支援に取り組んでいた。彼らの議論は、マックス・ヴェーバーやタルコット・パーソンズらの社会理論の強い影響の下、単線的な発達史観を前提にしており、途上国に対してアメリカといった先進国の法制度を輸出し整備することによって、途上国の近代化を加速することができるというものであった。トゥルーベックは、「法と開発」研究の第一人者としてアフリカの支援に携わっていたが、そこで挫折を味わうことになる。すなわち、アメリカ的な法制度の輸出は、近代化をもたらし、人々の自由を確保するどころか、逆に権威主義体制に利用され、人々の抑圧に利用されたのである。こうした経験から、トゥルーベックは、アメリカの法制度の限界や自明としている前提を見定める必要性に駆られ、批判法学の形成へと向かうことになる。

#### 新左翼の影響
1960年代は、世界的な若者の叛乱によって特徴づけられる時代でもあり、アメリカはそうした叛乱の中心地の一つであった。合衆国憲法等に掲げられている自由や平等は単なるお題目に過ぎないものとなってしまっており、人種差別や女性差別が横行していると、当時の多くの若者は考えた。さらには、ベトナム戦争が勃発し、既存の法制度や政治体制によっては、こうした行いを止めることができなかったということに対する絶望感が広がり、デモといった直接行動へと彼らを駆り立てていくことになる。1960年代は、オールド・リベラルに代わる、新たな左翼(新左翼)の在り方が模索される時代であった。ケネディの世代は、こうした空気の中で法学を学んだのであり、法制度に対する不信はどこに根拠づけられ、またどのように理論化されうるのかについて思考せざるをえなかった。その結果が、第一回の批判法学会議で発表された、批判法学の金字塔的論考の一つである、「私法裁決における形式と実質」であった。

### 第二世代
1980年代中頃になると、批判法学内部の多様化が大きく進行することになった。

#### 右派の台頭
その原因のひとつは、10年の月日が経過し、背景を共有しない者が増加したことである。たとえば、第一世代の主たる敵は、オールド・リベラルであったが、いまや時代は代わり、シカゴ学派に影響を受けた「法と経済学」(Law and Economics)といった右派的な議論が、法学内に台頭しつつある。ゆえに、批判法学が批判すべき対象、より卑近な言い方をすれば、敵と味方をもう一度考え直す必要があると、彼らは主張した。

#### アイデンティティ政治
多様化を進行させた、より大きな要因として、批判法学内の多くの論者がアイデンティティ政治へと向かっていったことが挙げられる。すなわち、批判法学の中心となった人物の多くが「白人の男性」であり、女性や有色人種の目線が十分に取り入れられていないことに対する不満が、批判法学内で噴出した。批判法学会議においても、部会内での争いが激化し、内部での論争が目立つようになった。

#### 第一世代の変容
第二世代の議論等に影響を受けたこと等により、第一世代内においても、理論的な分裂が見られるようになった。たとえば、法学の内的批判を重視したケネディに対し、批判法学の理論的支柱の一人であるロベルト・アンガーは、より大きな制度構築の問題へと焦点を移していくべきだと主張した。こうした結果、学派・運動としての結束が弱まることになり、1992年を最後に、アメリカにおいて批判法学会議は開催されていない。

### 第三世代
このように、運動としての批判法学は現在弱体化しているが、理論として消失しているわけではない。理論の根幹となる部分はフェミニズム法学や批判的人種理論などに引き継がれ、またアメリカ外の批判法学も形を変えつつ誕生・発展している。加えて、以上のような分裂・論争の中から引き継ぐべき、あるいは刷新していくべきものは何であるかを継続して思考する論者は、少なからず存在している。アンガーの下で学んだ、ある日本の法社会学者は次のように述べている。「批判法学的傾向のいわば第三世代にあたる私たちの所作はいかにあるべきか――。 ・・・プラグマティックに批判的かつ創造的に在るために、私たちは〔批判法学における〕巨人たちの共闘・対立・分裂にどのように向き合うべきか。結局、徹底的に Ungerianたれ、ということであろう。すなわち、この分裂を――媒介するのではなく――乗り越えねばならない」。

## 理論・主張・類型

### 批判法学の最大公約数
先述したように、批判法学は多様性を内包した学派・運動であるが、共通項を括り出す試みもなされている。「議論の便宜のため」であると留保しつつ、法哲学者である中山竜一は次の5つの要素(主張)を挙げている。
(a)法や権利といった概念はそもそも本質的に不確定性をはらむものである。
(b)裁判をはじめとする法的実践は本来的に「政治」にほかならない。
(c)制定法や判例に含まれる法的諸原理はその根底の部分で互いに矛盾している。
(d)そして、こうした法内在的な矛盾は、リベラルな社会が本質的に抱え込んだ根本的な矛盾を反映するものである。
(e)また、過去の法理論・法実務の中心的背景をなしてきたリベラルなリーガリズムは、法を社会的統制や紛争解決の中心的手段として特権化し、その役割を帝国主義的に拡張させる傾向があるが、実際には、法という営みも他の様々な社会的実践の一つであるに過ぎない。

### 類型化の試み
こうした共通項を括り出す試みは重要であるが、共通項が示されることで、その共通項内においても考慮すべき多様性が存在することが忘れ去られてしまう危険性がある。こうした危険性に鑑み、いくつかの類型を作り出すことによって、多様性を保持しつつ、批判法学の理解を試みるものもある。たとえば、法の不確定という共通項の背後にある目的や理論的背景に着目したある研究では、批判法学を①リアリズム法学、②(ポスト)構造主義、③ポストモダン的言語哲学、④ネオ・マルクス主義、⑤批判的歴史学、⑥法社会学、⑦新左翼的アナーキズム、⑧サルトル的実存主義に類型化した上で、それぞれがどのような含意を持つかを明らかにしようとしている。
ただし、批判法学を類型化しようとする試み全てが、多様性の理解に努めようとするものではない。たとえばアンガーは、批判法学を、①不確定性もしくは脱構築主義的アプローチ(the indeterminacy or deconstruction approach)、②ネオ・マルクス主義的アプローチ(the neo-Marxist approach)、③制度主義的アプローチ(the institutionalist approach)の三つに類型化しているが、これは①②を批判し、自身の属する③へと批判法学は向かうべきだと主張するためである。

## 基本邦語文献
批判法学について体系的に学べる、邦語の基本文献を紹介する。

○松井茂記(1986)「批判的法学研究の意義と課題(1)(2)」『法律時報』58巻9号・10号
著者は著名な憲法学者。当時の批判法学の主要文献を総覧的に紹介したもの。
○内田貴(1990)『契約の再生』弘文堂
著者の関係的契約理論を打ち出すにあたり、関連する先行研究の一つとして批判法学を検討。
○デイビット・ケアリズ編(1991)『政治としての法――批判法学入門』松浦好治他訳、風行社
批判法学者による編著で、必読文献の一つ。訳者解説も秀逸。ただし、底本は第1版のものであり、現在は第3版が出版されている。
○和田仁孝(1996)『法社会学の解体と再生――ポストモダンを超えて』弘文社
著者の提唱する「解釈法社会学」を論じるにあたり、先史として批判法学を検討している(第2章)。
○佐藤憲一(1998)(1999)「法の不確定性――法理解のパラダイム転換に向けて(1)(2)」『法学論叢』143巻2号・144巻6号
法の不確定性を論じるにあたり、批判法学の議論を多く参照。
○中山竜一(2000)『二十世紀の法思想』岩波書店
第4章において、ポストモダン法学の一つとして批判法学を紹介している。なお、批判法学をポストモダン法学として考えるべきか否かは一つの論点である。
○吉田邦彦(2000)『民法解釈と揺れ動く所有論』有斐閣
民法学者による検討。実定法学の観点から、批判法学の日本への適用の可否について論じている。
○那須耕介(2001)「法の支配を支えるもの」『摂南法学』25号
批判法学とリベラル・リーガリズムの対立を掘り下げ、法の支配の存立条件を問い直すことを試みた論考。なお、本稿は非常に長く、複雑な構造となっているが、彼の批判法学に対する評価・問題意識を簡潔に知りたい場合は、那須自身が編者を務める2020年刊行の『レクチャー法哲学』法律文化社、pp.248-251における記述を参照されたい。
○三本卓也(2002)(2003)「法の支配と不確定性(1)(2)――ロベルト・アンガー『構造』概念の変容とその示唆」『立命館法学』2002年5号・2003年2号
アンガーについての本邦初の本格的研究。未完の著作であるが、ロナルド・ドゥオーキンとの比較はとりわけ示唆に富む。
○スティーブン・フェルドマン(2005)『アメリカ法思想史――プレモダニズムからポストモダニズムへ』猪俣弘貴訳、信山社
表題のとおり、アメリカの法思想史について論じたもの。批判法学がモダニストであることを強調している。
○吾妻聡(2005)「2つの逸脱主義的運動――ロベルト・M・アンガーの批判法学運動と新しい社会運動：社会の理想と権利の理想の呼応」『法社会学』 2005年 2005巻 63号 p.186-216,267, doi:10.11387/jsl1951.2005.63_186
著者はアンガーの下に留学(ハーバード)。日本法社会学会の学会奨励賞を受賞。本論考以外にもアンガーについての著作多数あり、アンガーの議論を障害法学に対し応用することを試みている。
○船越資晶(2011)『批判法学の構図――ダンカン・ケネディのアイロニカル・リベラル・リーガリズム』勁草書房
著者はケネディの下に留学(ハーバード)。本邦初の批判法学についての単著で、必読文献の一つ。天野和夫賞を受賞。吾妻の論考と併せて読むと、アンガーとケネディの対立点がよく理解できる。本著以外にもケネディ流の批判法学についての著作多数。
○大屋雄裕(2014)「批判理論」瀧川裕英他編『法哲学』有斐閣
根元的規約主義を法解釈に応用したことで知られる著者による批判法学の解説。法解釈に関する立場は批判法学に近いが、おそらくそれゆえに、評価は総じて批判的。
○有賀誠(2018)『臨界点の政治学』晃洋書房
政治学者による論文集で、第I部・第II部において批判法学について論じている。数少ない法学者以外の研究。
○見崎史拓(2018)「批判法学の不確定テーゼとその可能性(1)(2)(3・完)――法解釈とラディカルな社会変革はいかに結合するか」『名古屋大学法政論集』276・278・279号
法の不確定性論に対する批判法学(とりわけアンガー)の応用可能性を検討。
○関良徳(2020)「人権論のパラドクスと抵抗への権利――コスタス・ドゥジナスの批判法学」『一橋法学』19巻1号
イギリスにおける批判法学の代表的論客であるコスタス・ドゥジナスの近年の主張について紹介・検討したもの。著者はポストモダン法学、とりわけミシェル・フーコーに造詣が深く、森村進編（2016）『法思想史の水脈』法律文化社のコラム「批判法学」も担当している。